# Украина на Паралимпийских играх
Украина на Паралимпийских играх впервые приняла участие отдельной командой в 1996 году на летних играх в Атланте, и с тех пор, принимает участие на всех летних и зимних Играх.
До этого Украина участвовала в составе сборной СССР и Объединённой команды.
Украина пропустила только одну паралимпиаду на зимних Играх в 1994 году в Лиллехаммере.
Украинские спортсмены выиграли 554 олимпийские медали на летних и 133 медалей на зимних Паралимпийских играх. Таким образом, всего на Паралимпиадах было выиграно 687 медалей, из них 196 — золотых.

## Обзор
После обретения независимости, Украина участвовала в Паралимпийских играх с 1996 года. С тех пор спортсмены страны завоевали 687 медалей, среди которых 196 золотых, 238 серебряных и 244 бронзовых. По этому показателю они занимают 14-е место среди всех участников Паралимпийских игр за всю историю проведения соревнований. Из 687 медалей 554 завоёвано в летних видах спорта, 133 — в зимних. По этому количеству Украина является лидером по числу завоёванных золотых медалей среди постсоветских стран.
На первых Олимпийских играх 1996 года в Атланте, украинские спортсмены завоевали одну золотую медаль, четыре серебряных и две бронзовые. С тех пор результаты стали улучшаться, и уже спустя четыре года в Сиднее украинцы завоевали 37 медалей (из которых 3 золота). К следующим Олимпийским играм в Афинах спортсмены Украины улучшили результат, завоевав сразу 24 золотые медали, а также 12 серебряных и 19 бронзовых. В общем зачёте они расположились на шестом месте. Такой же результат по золотым медалям, но более успешный по общему количеству, украинцы показали на Олимпиаде 2008 года в Пекине, заняв четвёртое место в общем зачёте. На паралимпийских играх 2016 года в медальном зачёте сборная Украины заняла третье место со 117 медалями — это наивысшее достижение украинской команды за всю историю выступлений на Паралимпиадах.
Украина также успешно участвует на зимних Паралимпийских играх. Лучший результат страна показала на Паралимпиаде-2022 в Пекине, где завоевала 11 золотых, 10 серебряных и 8 бронзовых медалей, расположившись на втором месте в общем зачёте.
Среди самых успешных украинских спортсменов-паралимпийцев выделяются пловцы Максим Веракса и Виктор Смирнов, завоевавшие восемь и шесть золотых медалей, соответственно. В зимних видах спорта лидером по числу золотых медалей является восьмикратный паралимпийский чемпион, лыжник и биатлонист Виталий Лукьяненко, а также Александра Кононова и Елена Юрковская, завоевавшие в лыжных видах спорта и биатлоне по пять золотых медалей.
Политик Валерий Сушкевич, который является инвалидом-колясочником и бывшим пловцом, заявлял о намерении дать толчок развитию паралимпийского спорта в стране. Он помогал в постройке Паралимпийского центра в 2002 году и внёс вклад в финансирование паралимпизма. Сушкевич является уважаемой фигурой среди паралимпийцев Украины.
Lviv Today в 2010 году опубликовало заметку, в котором отметила рост поддержки паралимпийцев, которые стали больше тренироваться в последние годы, и достигли «необычайного» прогресса. Так, Украина с 18-го места в Солт-Лейк-Сити поднялась до третьего в Турине всего за четыре года. China Daily отметила, что Украина с точки зрения отношения количества медалей к количеству спортсменов явно превосходит ожидание. Издание New Disability высказалось следующим образом: «Единственная страна, которая неизменно входит в число лучших медалистов как на последних летних, так и на зимних Паралимпийских играх, — это Украина».

## Медальный зачёт

### Медали летних Олимпийских игр
| Игры                | Золото | Серебро | Бронза | Всего | Место |
| ------------------- | ------ | ------- | ------ | ----- | ----- |
| 1996 Атланта        | 1      | 4       | 2      | 7     | 44    |
| 2000 Сидней         | 3      | 20      | 14     | 37    | 35    |
| 2004 Афины          | 24     | 12      | 19     | 55    | 6     |
| 2008 Пекин          | 24     | 18      | 32     | 74    | 4     |
| 2012 Лондон         | 32     | 24      | 28     | 84    | 4     |
| 2016 Рио-де-Женейро | 41     | 37      | 39     | 117   | 3     |
| 2020 Токио          | 24     | 47      | 27     | 98    | 6     |
| 2024 Париж          | 22     | 28      | 32     | 82    | 7     |
| Итого               | 161    | 190     | 193    | 554   |       |

### Медали зимних Олимпийских игр
| Игры                | Золото | Серебро | Бронза | Всего | Место |
| ------------------- | ------ | ------- | ------ | ----- | ----- |
| 1998 Нагано         | 3      | 2       | 4      | 9     | 14    |
| 2002 Солт-Лейк Сити | 0      | 6       | 6      | 12    | 18    |
| 2006 Турин          | 7      | 9       | 9      | 25    | 3     |
| 2010 Ванкувер       | 5      | 8       | 6      | 19    | 5     |
| 2014 Сочи           | 5      | 9       | 11     | 25    | 4     |
| 2018 Пхенчхан       | 7      | 7       | 8      | 22    | 5     |
| 2022 Пекин          | 11     | 10      | 8      | 29    | 2     |
| Итого               | 35     | 48      | 51     | 133   |       |